# Kurubarahalli, Madhugiri
Kurubarahalli là một làng thuộc tehsil Madhugiri, huyện Tumkur, bang Karnataka, Ấn Độ.